# Die Toten von Marnow
Die Toten von Marnow ist eine TV-Krimi-Miniserie mit Petra Schmidt-Schaller und Sascha Alexander Geršak in den Hauptrollen, deren erste Staffel im März 2021 in vier Doppelfolgen zu je 90 Minuten im deutschen TV-Sender Das Erste ausgestrahlt wurde. Im Dezember 2024 erschien die zweite Staffel unter dem Titel Finsteres Herz – Die Toten von Marnow 2.

## Inhalt

### Staffel 1
In Schwerin herrscht eine Hitzewelle. Die Kriminalhauptkommissare Lona Mendt und Frank Elling verfolgen einen Serienmörder, der seine Opfer mit einem präzisen Schnitt durch die Kehle tötet. Während zunächst alles auf einen Fall von Pädophilie hindeutet, führt die Spur schließlich zu einer groß angelegten Vertuschungsaktion, bei der es um Medikamentenversuche des westdeutschen Pharmaunternehmens Santovaal an Bürgern der DDR geht und in die auch mecklenburgische Politiker verwickelt sind. Elling ist unterdessen hochverschuldet und nimmt Schmiergeld an, woraufhin er erpresst wird. Mendt hat eine Affäre mit einem Kripo-Assistenten, der später zu Tode kommt. Schließlich stellt sich heraus, dass hinter den Morden ein Campingplatzbetreiber aus Marnow steckt, der Rache nimmt für seine Tochter, die durch die Medikamentenversuche starb.

### Staffel 2
Elling und Mendt ermitteln in einem Mehrfachmord, der sie zu einem Ring von Menschenhändlern führt, der Kinder wie die zwölfjährige Sarah aus Bulgarien nach Deutschland bringt. Im Zuge der Ermittlungen wird klar, dass sie es mit einem weit verzweigten Pädophilennetzwerk zu tun haben. Sarah wird ins Zeugenschutzprogramm aufgenommen, doch sie fliegen auf und in einer Schießerei werden die meisten Personen, inklusive der Attentäter und Mendts und Ellings Vorgesetztem, getötet. Sarah kann unverletzt entkommen, aber Elling und Mendt werden lebensgefährlich verletzt und fallen ins Koma.
In einer zweiten Zeitebene haben die Ermittler Maja Kaminski und Hagen Dudek den Fall übernommen. Sie suchen nach der flüchtigen Sarah. Dudek treibt dabei ein doppeltes Spiel, weil er von Kripochef Gruber erpresst wird. Dudeks querschnittsgelähmte Schwester erschoss einst ihren Vergewaltiger und Gruber ist im Besitz der Tatwaffe. Gruber hat ein persönliches Interesse an dem Fall, weil er einer der Kinderschänder ist und Sarah ihn belasten kann. Kaminski gelingt es scheinbar Dudek zu überzeugen, gegen Gruber zu arbeiten. Doch Dudek will sich rächen und erschießt Gruber, bevor dieser Sarahs habhaft werden kann. Bei dem Gefecht kommt auch Kaminski ums Leben. Am Ende wird klar, dass Mendt und Elling noch am Leben sind. Sie wurden für tot erklärt, zu ihrem eigenen Schutz und um die Drahtzieher in Sicherheit zu wiegen.

## Hintergrund
Drehbuchautor Holger Karsten Schmidt verfasste zur ersten Staffel vorab den Roman mit dem gleichlautenden Titel, der im Januar 2020 im Verlag Kiepenheuer & Witsch erschien. Die Geschichte basiert auf der historischen Tatsache, dass westdeutsche Pharmaunternehmen seit dem Mauerbau Medikamententests in der DDR durchführen ließen. Diese liefen jedoch geordnet ab, ohne dass sich kriminelle Machenschaften wie in der Filmhandlung nachweisen ließen.
Schmidt publizierte mit Finsteres Herz – Ein Fall für Lona Mendt und Frank Elling im Oktober 2024 erneut vorab den Roman zur zweiten Staffel im Verlag Kiepenheuer & Witsch.

## Dreharbeiten
Die Dreharbeiten zur ersten Staffel erfolgten vom 4. Juni bis 26. November 2019. Drehorte waren in Niedersachsen Hannover, Braunschweig, Wedemark und Wolfsburg. In Mecklenburg-Vorpommern wurde in Mirow, Jagdschloss Prillwitz in Hohenzieritz, Wustrow und Schwerin gedreht. Weitere Drehorte waren Berlin und die Kirchenruine Dambeck in Bütow.
Die zweite Staffel wurde vom 10. November 2023 bis 15. März 2024 in Mecklenburg-Vorpommern gedreht, vor allem an der Mecklenburgischen Seenplatte und in Schwerin, dort zum Beispiel im Stadtteil Neu Zippendorf. Gedreht wurde auch wieder in Hannover, zum Beispiel in der Ernst-August-Galerie, sowie in der Umgebung der Landeshauptstadt, hier unter anderem am Würmsee bei Kleinburgwedel, wo Aufnahmen im Wohnhaus von Frank Elling stattfanden, sowie in einem Wald bei Coppenbrügge.

## Besetzung
| Rolle             | Schauspieler             | Staffeln |
| ----------------- | ------------------------ | -------- |
| Lona Mendt        | Petra Schmidt-Schaller   | 1–2      |
| Frank Elling      | Sascha Alexander Geršak  | 1–2      |
| Mareike Elling    | Bianca Nawrath           | 1–2      |
| Helga Elling      | Christine Schorn         | 1–2      |
| Susanne Elling    | Anne Schäfer             | 1        |
| Sören Jasper      | Anton Rubtsov            | 1        |
| Norbert Böhm      | Peter Kremer             | 1        |
| Bernd Peters      | Jörg Schüttauf           | 1        |
| Klaus-Dieter Turn | Michael Mendl            | 1        |
| Michael Bender    | Lutz Blochberger         | 1        |
| Frauke Bender     | Judith Engel             | 1        |
| Dr. Iris Fichte   | Victoria Trauttmansdorff | 1        |
| Maja Kaminski     | Sabrina Amali            | 2        |
| Hagen Dudek       | Bernhard Conrad          | 2        |
| Sarah Minkova     | Greta Kasalo             | 2        |
| Olaf Baack        | Horst Günter Marx        | 2        |
| André Ritter      | Oliver Urbanski          | 2        |
| Martin Gruber     | Dirk Ossig               | 2        |
| Sam Kaiser        | Victoire Laly            | 2        |
| Laura Dudek       | Bea Brocks               | 2        |
| Kalina Nedeva     | Simonida Selimović       | 2        |
| Fian Kirov        | Christian Bojidar        | 2        |
| Valentin Kirov    | Andrei Viorel Tacu       | 2        |

## Episodenliste

### Staffel 1
Die Serie hatte ihre Fernsehpremiere im März 2021 in vier Doppelfolgen. Im Februar 2023 wurde sie, nunmehr in acht Teilen, ein weiteres Mal ausgestrahlt. Hier angegeben sind die Daten der Erstausstrahlung 2021.
| Nr. (ges.) | Nr. (St.) | Originaltitel   | Erstausstrahlung Deutschland | Regie          | Drehbuch               |
| ---------- | --------- | --------------- | ---------------------------- | -------------- | ---------------------- |
| 1          | 1         | Zyklop          | 13. März 2021                | Andreas Herzog | Holger Karsten Schmidt |
| 2          | 2         | Posthum         | 13. März 2021                | Andreas Herzog | Holger Karsten Schmidt |
| 3          | 3         | Fuchs und Krähe | 13. März 2021                | Andreas Herzog | Holger Karsten Schmidt |
| 4          | 4         | Im Dunkeln      | 13. März 2021                | Andreas Herzog | Holger Karsten Schmidt |
| 5          | 5         | Konsequenzen    | 17. März 2021                | Andreas Herzog | Holger Karsten Schmidt |
| 6          | 6         | Memorium        | 17. März 2021                | Andreas Herzog | Holger Karsten Schmidt |
| 7          | 7         | Mieser Bulle    | 18. März 2021                | Andreas Herzog | Holger Karsten Schmidt |
| 8          | 8         | Erlösung        | 18. März 2021                | Andreas Herzog | Holger Karsten Schmidt |

### Staffel 2
| Nr. (ges.) | Nr. (St.) | Originaltitel      | Erstausstrahlung Deutschland | Regie          | Drehbuch               |
| ---------- | --------- | ------------------ | ---------------------------- | -------------- | ---------------------- |
| 9          | 1         | Finsteres Herz     | 7. Dez. 2024                 | Andreas Herzog | Holger Karsten Schmidt |
| 10         | 2         | What's your name?  | 7. Dez. 2024                 | Andreas Herzog | Holger Karsten Schmidt |
| 11         | 3         | Tote Bullen        | 7. Dez. 2024                 | Andreas Herzog | Holger Karsten Schmidt |
| 12         | 4         | Jürgen             | 7. Dez. 2024                 | Andreas Herzog | Holger Karsten Schmidt |
| 13         | 5         | Besondere Kinder   | 11. Dez. 2024                | Andreas Herzog | Holger Karsten Schmidt |
| 14         | 6         | Ein scheiß Problem | 11. Dez. 2024                | Andreas Herzog | Holger Karsten Schmidt |

## Rezeption

### Einschaltquoten
Bei der Erstausstrahlung der ersten Staffel wurden die ersten beiden von vier Doppelfolgen von 5,71 Mio. Zuschauern gesehen mit einem Marktanteil von 18,6 %. Der dritte Teil erreichte 4,38 Mio. Zuschauer und hatte damit 13,5 % Marktanteil. Die letzte Folge am 18. März verzeichnete 4,46 Mio. Zuschauer, das entspricht einem Marktanteil von 13,7 %.
Auch die zweite Staffel wurde in Doppelfolgen gesendet. Die erste von drei Folgen erreichte am 7. Dezember 2024 4,11 Mio. Zuschauer und hatte damit einen Marktanteil von 17,8 %. Die zweite Episode am gleichen Abend verzeichnete 3,62 Mio. Zuschauer und damit einen Marktanteil von 15,6 %. Die letzte Doppelfolge erreichte 3,07 Mio. und einen Marktanteil von 12,5 %.

### Kritiken
Die erste Staffel der Serie erhielt überwiegend positive Kritiken. Andreas Hergeth von der Tageszeitung schrieb: „Die Serienmacher haben alles perfekt gemacht.“ Stefan Locke schrieb in der FAZ: „Schnell gerät den Ermittlern sehr viel außer Kontrolle, zum Glück jedoch nicht die Handlung, denn der Zuschauer behält den Überblick, was auch an den reduzierten Nebensträngen und wenigen, nüchternen Schauplätzen liegt.“
Auch die zweite Staffel bekam wohlwollende Kritiken. Heike Hupertz spricht in der FAZ von einer Serie „auf höchstem Niveau“. Autor Schmidt zeige „sein ganzes erzählerisches Können“. Thomas Gehringer bezeichnet bei tittelbach.tv die zweite Staffel als „formidables Wiedersehen“ mit Mendt und Elling und als „dramaturgisch anspruchsvolles, packendes und mit überraschenden Wendungen gespicktes Genre-Meisterstück.“ Die „permanenten Sprünge zwischen den beiden Zeitebenen [seien] herausfordernd, [...] aber in der akribischen Inszenierung von Regisseur Herzog verständlich und nachvollziehbar.“ Maximilian Haase vergleicht auf prisma.de die winterlichen Bilder in Kombination mit den blutigen Morden mit „US-Krachern wie Fargo“. Auch die zweite Staffel besitze alles, „was ein gelungener Thriller braucht.“

### Auszeichnungen

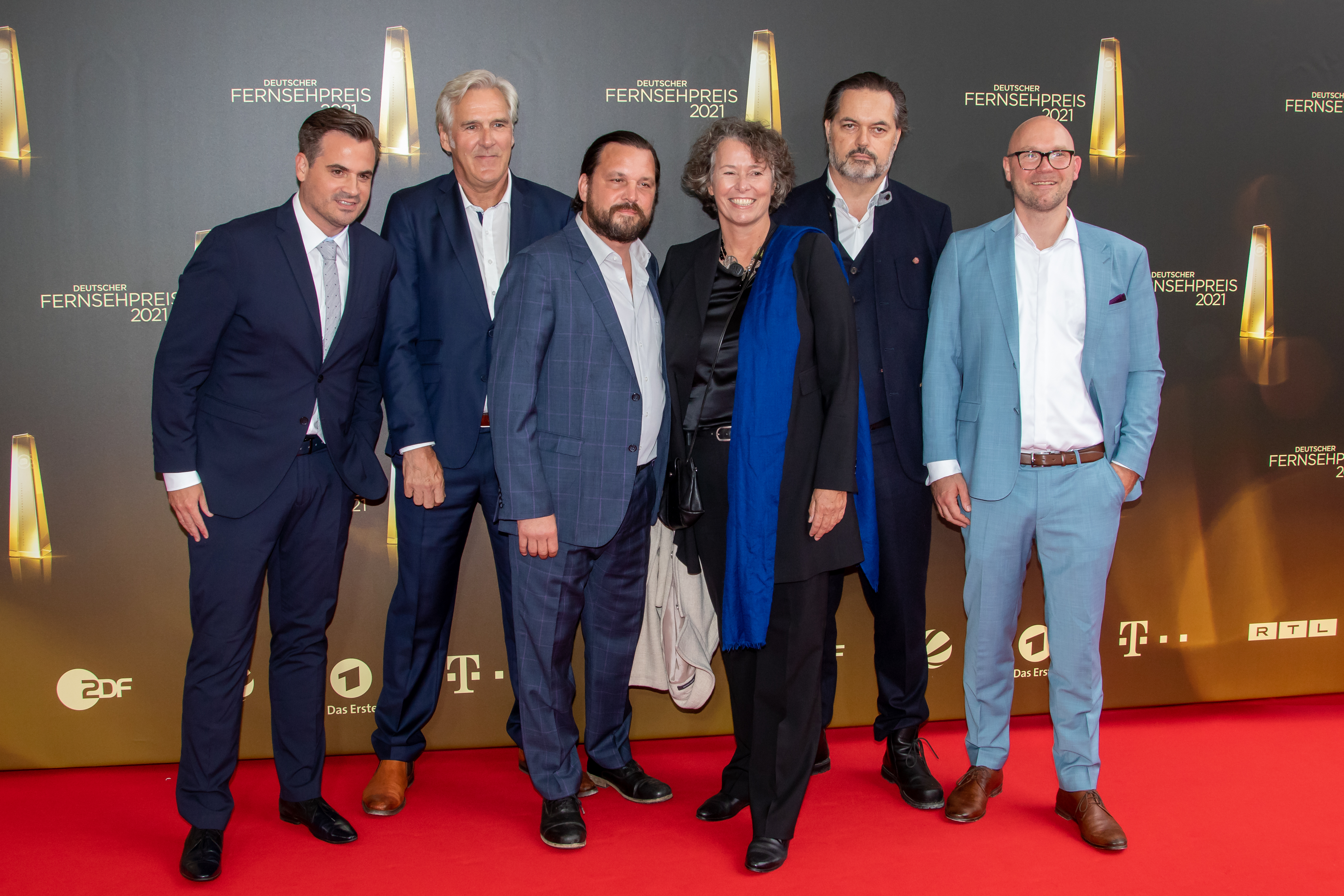
Team von Die Toten von Marnow beim Deutschen Fernsehpreis 2021: Christoph Pellander (ARD Degeto), Donald Kraemer (NDR), Sascha Alexander Geršak, Beatrice Kramm, Andreas Herzog und Philipp Sichler (v. l.)

Beim Deutschen Fernsehpreis 2021 erhielten die Hauptdarsteller Petra Schmidt-Schaller und Sascha Alexander Geršak die Preise für die beste Schauspielerin und den besten Schauspieler. Die Toten von Marnow war zudem in der Kategorie „Bester Mehrteiler“ nominiert.
Des Weiteren gewann Die Toten von Marnow beim Deutschen FernsehKrimi-Festival 2021 den Preis für beste Krimi-Serie und beim Deutschen Hörfilmpreis 2022 den Publikumspreis.